# Teucholabis (Teucholabis) perebenina
Teucholabis (Teucholabis) perebenina is een tweevleugelige uit de familie steltmuggen (Limoniidae). De soort komt voor in het Neotropisch gebied.